# Ecko
Ignacio Matías Spallatti (Villa Luzuriaga, 7 de junio de 1999), más conocido por su nombre artístico Ecko, es un rapero, cantante, compositor y actor argentino.  Ha publicado hasta la fecha tres proyectos de estudio el más reciente es titulado Mafia Lirical, y ha realizado colaboraciones con artistas como Bizarrap, Cazzu, Mariah Angeliq, Kaleb Di Masi, Audrey Nuna y Big Soto, entre otros.
En 2021 protagonizó el seriado Días de gallos, estrenada en la plataforma HBO Max. Como uno de los compositores de dos canciones originales de la serie, recibió una doble nominación en los Premios Cóndor de Plata en 2022.

## Biografía

### Primeros años e influencias
Spallatti nació y se crio en la ciudad de Villa Luzuriaga, en el Partido de La Matanza, Provincia de Buenos Aires, el 7 de junio de 1999. Inicialmente destacó como futbolista, e incluso jugó en la filial del Fútbol Club Barcelona en Argentina y en las divisiones menores de clubes como All Boys, Boca Juniors, Almirante Brown y Ferro Carril Oeste. Sin embargo, decidió abandonar el fútbol para dedicarse a la música. El álbum Entren los que quieran de Calle 13 y la obra musical de artistas como Eminem, Don Omar y Daddy Yankee se convirtieron en influencias tempranas en su carrera.

### Red Bull Batalla de Los Gallos y primeros sencillos
Su carrera inició a comienzos de la década de 2010, cuando empezó a asistir a las batallas de freestyle en las plazas de Buenos Aires y a participar en competencias como El Quinto Escalón y Ego Fest. Logró reconocimiento en 2017 al alcanzar la semifinal y lograr el tercer puesto de la Red Bull Batalla de Los Gallos, tras enfrentarse en dicha instancia al rapero Wos. Paralelamente publicó algunas canciones, entre las que destacan «Disputa», «Dealer de Skilles», «Legend» y «Cash». En diciembre del mismo año publicó el sencillo «Dorado», que lo llevó a brindar recitales en su país y a presentarse a nivel internacional en las ciudades de Barcelona y Madrid.
En agosto de 2018, su sencillo «Árabe» alcanzó el Top 10 de Apple Argentina, y en noviembre del mismo año presentó un nuevo sencillo titulado «Ice», acompañado de un videoclip. Un mes después realizó su primera presentación en vivo en el Teatro Gran Rex de Buenos Aires, contando con la presencia de Papichamp y Agus Padilla como artistas invitados.

### Colaboraciones con Bizarrap, Cazzu yDías de gallos
En marzo de 2019 se convirtió en el primer artista argentino en presentarse en el Festival South by Southwest, celebrado en Austin, Texas. El mismo año estrenó un nuevo sencillo, titulado «Sube». En 2020 publicó los sencillos «Desde cero», «Te lo advertí», «High» y «Me despierto», y realizó una sesión con el productor discográfico Bizarrap titulada «Ecko: BZRP Freestyle Sessions, Vol. 5», superando en seis meses las diez millones de visualizaciones en la plataforma YouTube. El mismo año colaboró con Blunted Vato en la canción «Angry Birds», con Cauty y Juanka en «La nota», con FMK en «De vez en cuando» y con Toto Lescano en el tema «Libérame la zona».
En noviembre de 2020 publicó un EP titulado Young Golden, en el que incluyó colaboraciones con Brytiago, Amenazzy, Eladio Carrión y Kiubbah Malon, y estrenó los sencillos «Cama vacía» con la rapera argentina Cazzu, y «Pégate», que «se convirtió rápidamente en la canción del verano en Argentina» según el periódico Clarín. Tras publicar el tema «Reggaeton de antes» con Mariah Angeliq y publicar Géminis, su primer álbum de estudio, Ecko protagonizó junto con Ángela Torres y Tomás Wics el seriado Días de gallos, estrenado en la plataforma HBO Max en septiembre de 2021. Interpretó el papel principal de León Quinteros, un rapero que lucha para hacerse un nombre en el mundo del freestyle. El músico logró una doble nominación a los Premios Cóndor de Plata 2022 en la categoría de mejor canción original, por los temas «Días de gallos» y «Fuego».

### Actualidad
En 2022 colaboró con el cantante venezolano Big Soto en la canción «Esto se va a descontrolar», acompañado de un videoclip filmado en México. El mismo año se embarcó en una gira de conciertos titulada Squad Tour, con la que realizó más de treinta presentaciones, y grabó canciones con artistas como Kaleb Di Masi, DJ Tao y la estadounidense Audrey Nuna. Con esta última apareció en un videoclip producido por el dúo Nova Wav por encargo de la marca de automóviles Lexus en los Estados Unidos.
En enero de 2023 se reunió nuevamente con Kaleb Di Masi para la grabación del sencillo «Pa'l Party», y estrenó el remix y videoclip de su canción «Copacabana» con el dúo de cumbia La T y La M. Ese mismo mes, la revista Billboard anunció que el artista había firmado un nuevo contrato discográfico y de distribución con la empresa argentina MOJO. En marzo grabó la canción «Te escapas de mis brazos» con los artistas El Perro y Callejero Fino, la cual se convirtió en el Hot Shot Debut en la lista de éxitos Hot 100 de Billboard Argentina.

## Discografía

### Álbumes de estudio y EP
| Año  | Título        | Notas            |
| ---- | ------------- | ---------------- |
| 2020 | Young Golden  | EP               |
| 2021 | Géminis       | Álbum de estudio |
| 2023 | Mafia Lirical | Álbum de estudio |

### Sencillos destacados
| Año  | Título                             | Colaboración                                                       |
| ---- | ---------------------------------- | ------------------------------------------------------------------ |
| 2016 | «Disputa»                          |                                                                    |
| 2016 | «Dealer de Skilles»                |                                                                    |
| 2017 | «Auténtico»                        |                                                                    |
| 2017 | «Dorado»                           | Omar Varela                                                        |
| 2018 | «Rebota»                           | Khea, Seven Kayne, Iacho, Omar Varela                              |
| 2018 | «Legend»                           |                                                                    |
| 2018 | «Rolling Stone»                    |                                                                    |
| 2018 | «Cash»                             |                                                                    |
| 2018 | «Ice»                              |                                                                    |
| 2018 | «Control»                          | Agus Padilla                                                       |
| 2018 | «Chilling»                         | Sander Wazz, Blunted Vato, G. Benz                                 |
| 2019 | «Look at Me (Remix)»               |                                                                    |
| 2019 | «Me despierto»                     |                                                                    |
| 2019 | «Sube»                             |                                                                    |
| 2020 | «Teddy»                            | Big Soto, Eladio Carrión, Brray                                    |
| 2020 | «Angry Birds»                      | Blunted Vato                                                       |
| 2020 | «La nota»                          | Cauty y Juanka                                                     |
| 2020 | «Libérame la zona»                 | Toto Lescano                                                       |
| 2020 | «Cama vacía»                       | Cazzu                                                              |
| 2020 | «Que digan lo que quieran»         | Amenazzy, Brytiago                                                 |
| 2021 | «Reggaeton de antes»               | Mariah Angeliq                                                     |
| 2021 | «No le bajo»                       | Omar Varela                                                        |
| 2021 | «Otro pa' prender»                 |                                                                    |
| 2022 | «Pégate»                           | Kaleb Di Masi                                                      |
| 2022 | «Esto se va a descontrolar»        | DJ Tao, Big Soto                                                   |
| 2022 | «Copacabana»                       |                                                                    |
| 2022 | «Pégate (Remix)»                   | Kaleb Di Masi, Omar Varela, Alejo Isakk, Lautaro DDJ, Salastkabron |
| 2022 | «Superpoderes»                     |                                                                    |
| 2022 | «Subiendo de nivel»                |                                                                    |
| 2022 | «Música de barrio»                 | Omar Varela, Tirri La Roca                                         |
| 2022 | «WTF»                              | Lea in the Mix                                                     |
| 2022 | «Malianteo»                        | M4                                                                 |
| 2023 | «Pa'l Party»                       | Kaleb Di Masi                                                      |
| 2023 | «Copacabana (Remix)»               | La T y La M                                                        |
| 2023 | «Te escapas de mis brazos (Remix)» | El Perro, Callejero Fino                                           |

## Filmografía

### Televisión
| Año       | Título         | Papel                | Notas                 |
| --------- | -------------- | -------------------- | --------------------- |
| 2021–2023 | Días de gallos | León Quinteros       |                       |
| 2023      | Bailando 2023  | Concursante invitado | Ronda 7: Reguetón hot |

## Premios y nominaciones
| Año  | Evento                  | Categoría              | Nominados                                                                                         | Canción nominada | Resultado |
| ---- | ----------------------- | ---------------------- | ------------------------------------------------------------------------------------------------- | ---------------- | --------- |
| 2022 | Premios Cóndor de Plata | Mejor canción original | Ángela Torres, Ecko, Mateo Rodo, Nicolás Cotton Veeyam                                            | «Días de gallos» | Nominado  |
| 2022 | Premios Cóndor de Plata | Mejor canción original | Ecko, Emmanuel Horvilleur, Joaquín Bonet, Mateo Rodo, Nicolás Cotton, Sofía Wilhemi, Tata, Veeyam | «Fuego»          | Nominado  |